# Les Tanjuk
Leonid Stěpanovyč Tanjuk (7. srpna 1938 Žukyn – 18. března 2016 Kyjev) byl ukrajinský divadelní a filmový režisér, scenárista a překladatel. V 60. letech zakladatel Klubu tvůrčí mládeže v Kyjevě. Po roce 1990 pětkrát zvolen poslancem ukrajinského Parlamentu, nejprve za Lidové hnutí Ukrajina (Ruch), poté za Blok Naše Ukrajina. Předseda Unie ukrajinských divadelníků. Předseda Celoukrajinského výboru pro přípravu procesu s CPSU-KPU za zločiny totalitarismu „Norimberk-2“.

## Život
Narodil se krátce před vypuknutím války v rodině učitele ukrajinštiny a učitelky cizích jazyků. Spolu s rodiči byl v letech 1941–1945 internován v nacistických koncentračních táborech. Otec byl aktivním členem podzemního odboje a nacisté ho ušetřili trestu smrti když se ukázalo, že je synem oběti Stalinských čistek. Po skončení války rodina nedostala povolení žít v Kyjevě a usadila se v Lutsku. Po válce Les Tanjuk absolvoval školu v Lutsku, pracoval jako slévač v továrně, navštěvoval kulturně-vzdělávací technickou školu a působil jako herec ve Volyňském oblastním dramatickém divadle.
V letech 1958–1963 vystudoval režii na Kyjevském národním divadelním institutu. Založil Klub tvůrčí mládeže v Kyjevě a v letech 1959–1963 byl jeho vedoucím. Režíroval zde hry Ivana Drače, Mykoly Kuliše nebo Bertolta Brechta. Během té doby se do klubu, který zahrnoval literáty, divadelníky, filmaře, výtvarníky, architekty, jazzové hudebníky, vědce, matematiky a další profese, přihlásilo více než 2 000 členů z celé Ukrajiny. Sestavili seznam ukrajinských kostelů ohrožených zničením a předali ho státním orgánům. Tanjuk vedl výpravu členů Klubu na Solovky, aby zde dokumentovali represe proti ukrajinské inteligenci. Spolu s Allou Horskou a Vasylem Symonenkem odhalil místo hromadných hrobů z dob stalinského teroru v Bykivni. Na jejich dopis, požadující vyšetření poprav a dokumentaci obětí úřady reagovaly represemi a nakonec i uzavřením Klubu tvůrčí mládeže roku 1964. Tanjuk ve stejné době začal sestavovat seznam obětí represí. Stal se terčem perzekucí místních orgánů a proto se přestěhoval do Moskvy.
V 60 letech režíroval v divadlech v Moskvě (Ruské divadlo akademické mládeže, Moskevské umělecké divadlo, Akademické hudební divadlo Stanislavského, Puškinovo divadlo, Akademické divadlo Mossovět), ve Lvově, Oděse a Charkově. Založil také několik dalších klubů tvůrčí mládeže mimo Kyjev. V letech 1986-1988 byl ředitelem Kyjevského akademického divadla mládeže, odkud byl propuštěn se zákazem režírovat. Také jeho dramatizace byly vzápětí zakazovány.
Po vzniku nezávislé Ukrajiny byl roku 1990 poprvé zvolen poslancem Ukrajinského Parlamentu (Verchovna rada) za Kyjev a stal se členem předsednictva Parlamentu. Poté mandát obhájil ve čtyřech dalších volebních obdobích (1994, 1998, 2002, 2006) za volební okrsky ve Lvovské a Ternopilské oblasti. Byl profesorem Státní univerzity divadla, filmu a televize v Kyjevě. Byl členem Unie divadel, Unie filmu, v letech 1991-2016 předsedou Národního sdružení divadelníků Ukrajiny (National Union of Theater Workers of Ukraine).
Byl zakladatelem a od roku 2014 čestným předsedou spolku Vasyl Stus Memorial a jedním z iniciátorů organizace Anti-Communist Anti-Imperialist Front. Roku 1995 byl jmenován Zasloužilým umělcem Ukrajiny a roku 2008 Národním umělcem Ukrajiny. Byl členem Ukrajinské delegace při UNESCO.
Zemřel 18. března 2016 na rakovinu žaludku.

## Dílo
Les Tanjuk přeložil do ukrajinštiny díla W. Shakespeara, Moliéra, R. Tagora, Brechta, Pirandella, Apollinaira, Joyce Caryho, G. Craiga, J. Kessela, ad. Mluvil německy, francouzsky a anglicky a překládal z devíti jazyků.
Je autorem více než 3000 publikací, včetně vědeckých statí o divadle, politice a umění, knihy básní "Vyznání" (1968), monografie o zakladateli ukrajinského divadla Maryanu Krušelnickém.
Vydal knihy: „Kronika odporu“ (1991), „Kdo mi snědl maso?“ (1994), „Monology“ (1994), „Jak byli zemědělci vykořeněni“ (1994), „Parastas“ (1998), „Quo vadis, Ukrajina?“, „Komu nejsou psány zákony?“, „Práce ve 3 svazcích. Slovo. Divadlo. Život“; editor a autor článků v knihách: „M. Kuliš . Díla ve 2 svazcích“. (1990), „ Les Kurbas . Články a vzpomínky“ (1987), “ Vjačeslav Čornovil . „Puls ukrajinské nezávislosti“ (2000).
Tanjuk byl šéfeditorem vydání svých šedesátisvazkových „Deníků bez denominací“, které jsou „chronologickým výsekem éry poválečné komunistické Ukrajiny“ a byly přelomovou událostí pro ukrajinskou kulturu. Materiály k Deníkům shromažďoval od roku 1956, včetně samizdatu nebo dokumentů z neveřejných procesů s disidenty. Do roku 2016, kdy zemřel, bylo vydáno celkem 37 svazků.
Režíroval více než 50 divadelních představení, mj. „Maclena Grassa“, „Patetická sonáta“ M. Kuliše, „Nůž na slunci“ I. Drače, Matka Kuráž B. Brechta, Ve svatební den Viktora Rozova, Povídky Alexandra Puškina, Molièrova Monsieur de Poursoniac‚ Princ a chuďas M. Twaina, „Plukovníkova vdova“ od Juhana Smuula, „Diktatura svědomí“ od Michaila Šatrova; režisér filmu „Desátá symfonie“, scenárista filmu „Hlad-33“, autor série televizních filmů "Popravené obrození".
Jako poslanec Parlamentu inicioval téměř 20 parlamentních slyšení věnovaných symbolice, ukrajinskému jazyku, památce obětí holodomoru 1932-33, státním archivům, „černé archeologii“ nebo provádění zákonů v humanitární oblasti.

### Ocenění
- 1990 laureát Dančenkovy ceny STD (Союз театральных деятелей)
- 1992 Čestný profesor charkovského Institutu kultury, volyňské Univerzity Lesji Ukrajinky
- 1995 Zasloužilý umělec Ukrajiny
- 1996 Čestná cena černobylské unie za humanismus
- 1998 Řád knížete Jaroslava Moudrého V. stupně[13] a IV. stupně (2005)
- 2002 Řád Vasyla Stuse za odvahu
- 2008 Národní umělec Ukrajiny

V Kyjevě je po Lesi Tanjukovi pojmenováno náměstí a ulice, v Dnipru ulice